# Lungshantempel (Taipei)
De Lungshantempel, ook bekend als Mengjia Longshan-tempel (Drakenbergtempel Mengjia), is een boeddhistische tempel. De tempel behoort tot het beschermd historisch erfgoed. De tempel ligt in de Taiwanese stad Taipei. De tempel behoort samen met de Taipei 101, het Nationaal Paleismuseum en het Vrijheidsplein tot de vier grote bezienswaardigheden van Taipei.

## Geschiedenis
In het jaar 1738 werd de tempel gebouwd door mensen afkomstig uit Quanzhou. De heiligheid van Guanyin van de Drakenbergtempel Anhai werd gedeeld met deze tempel.
In 1867 verwoestte een grote aardbeving de tempel. De tempel werd net als de Mengjia Zushitempel in datzelfde jaar herbouwd.
Tijdens de Japanse bezetting werden de ruimten tussen de tempels gebruikt als schoollokalen. In 1945 werd de hele hoofdtempel verwoest.